# Ungarische Badminton-Mannschaftsmeisterschaft 2012
Die Ungarische Badminton-Mannschaftsmeisterschaft 2012 war die 44. Auflage des Teamwettstreits in Ungarn. Es wurde ein Wettbewerb für gemischte Mannschaften ausgetragen. Meister wurde das Team von Pécsi Multi-Alarm SE.

## Endstand
| Platz | Mannschaft |
| ----- | --- |
| 1.    | Pécsi Multi-Alarm SE (Levente Csiszér, Máté Dubicz, Ákos Károlyi, András Németh, Pál Pádár, Henrik Tóth, Márton Szatzker, Arif Rasidi, Marcell Elek, Sára Fekete, Zsófia Horváth, Laura Sárosi, Réka Sárosi, Eszter Zsolt, Mariya Ulitina) |
| 2.    | Debreceni TC-DSC-SI |
| 3.    | Honvéd Zrínyi SE |
| 4.    | Dánszentmiklósi SK |